# Phare de Capo Scaramia
Le phare de Capo Scaramia (en italien : Faro di Capo Scaramia) est un phare situé dans le village de Punta Secca qui se trouve sur le territoire de la commune de Santa Croce Camerina en mer Méditerranée, dans la province de Raguse (Sicile), en Italie.

## Histoire
Le phare a été construit en 1859 près du petit port de Punta Secca à environ 25 km au sud-est de Raguse. Le phare est entièrement automatisé et alimenté sur le réseau électrique à l'énergie solaire. Il est géré par la Marina Militare.
Le phare est devenu célèbre dans la série télévisée de la RAI Commissaire Montalbano. De nombreuses scènes, avec la maison fictive de Montalbano, sont situées dans une maison à proximité du phare.

## Description
Le phare  se compose d'une tour cylindrique en maçonnerie de 34 m de haut, avec balcon et lanterne. La tour est blanche et le dôme de la lanterne est gris métallisé. Il émet, à une hauteur focale de 37 m, deux éclats blancs toutes les 8 secondes. Sa portée est de 16 milles nautiques (environ 30 km) pour le feu blanc et 12 milles nautiques pour le feu de réserve.
Il possède un Système d'identification automatique pour la navigation maritime.
Identifiant : ARLHS : ITA-042 ; EF-2942 - Amirauté : E1896 - NGA : 10184 .

## Caractéristiques dufeu maritime
Fréquence : 8 secondes (W)
- Lumière : 1.5 secondes
- Obscurité : 2 secondes
- Lumière : 1.5 secondes
- Obscurité : 4 secondes

|             |
| Punta Secca |

|          |
| Le phare |

### Lien connexe
- Liste des phares de la Sicile